# 雲南広域連合
雲南広域連合（うんなんこういきれんごう、英称:Unnan Wide Area Union）は、島根県雲南市・仁多郡奥出雲町及び飯石郡飯南町の1市2町が設立している広域連合。

## 概要

### 事務所
- 〒699-1311 島根県雲南市木次町里方1100番地6

### 主な事務内容
- 雲南圏域（雲南市・奥出雲町・飯南町）の広域的な地域振興事業
- 常備消防業務
- 介護保険事業（雲南市全域・奥出雲町全域・飯南町全域）
- 下水道　し尿処理　環境衛生

### 沿革
- 1999年8月 設立。

### 組織
- 議会
  - 議員定数：16人（雲南市：9人、奥出雲町：4人、飯南町：3人、関係市町の議員による互選）
- 執行機関
  - 広域連合長：1人（関係市町の長による互選）
  - 副広域連合長：2人（広域連合長以外の関係市町の長から選任）
  - 会計管理者：1人（広域連合の職員から広域連合長が任命）
  - 監査委員：2人
- 選挙管理委員会
  - 選挙管理委員：4人